# Tørfisk
Tørfisk (dt.: Stockfisch) ist eine dänische Musikgruppe (nach eigener Aussage Dänemarks älteste Boyband) aus Thyborøn in Westjütland am Eingang zum Limfjord. Die Gruppe wurde im Jahr 1981 gegründet und bestand aus den vier Mitgliedern Anker Hviid, Bent Kirk, Egon Kirk und Bent Bro. Von 1983 bis 1995 war Henning Toft Bro auch Mitglied der Band. Er war allerdings mehrere Jahre beständiges Mitglied der Gruppe. Im Jahr 2010 wurde er zum Bischof des Bistums Aalborg (dän.: Aalborg stift) ernannt. Die Gruppe zog ihre Inspiration aus der irischen Folkmusik, aber die Texte handelten vom Leben in Westjütland und oft auch vom Leben der Fischer. Ihr Vorbild ist die Band The Dubliners.
Die Gruppe hat 16 Platten herausgegeben, ihre größten Hits waren Lugter lidt af Fisk (dt.: Riecht etwas nach Fisch), Tørfisk und VLTJ.
Der letztgenannte Hit VLTJ erlangte bei den Fans der Band Kultstatus und fast jeder Däne kennt das Lied, das von der Eisenbahnlinie nach Thyborøn handelt (dän.: Vemb-Lemvig-Thyborøn Jernbane).
Im Jahr 1997 gab die Band die CD Sildetur heraus, die von der Leistung von Bjarne Riis während der Tour de France 1996 handelt.

## Diskografie

### Alben
- 1983: Tørfisk
- 1985: Stemning
- 1987: Vestenviser og knygesang
- 1989: Saltet og Tørret
- 1990: Gretes Hits – Live
- 1991: - alt vådt fra havet..
- 1993: Tidens herrer
- 1995: Tørfisk's tørreste – og 6 helt friskfangede
- 1997: Sildetur
- 1999: Tørfisk ti
- 2001: Tørfisk tyve
- 2003: Hva' ligner det?
- 2005: Tretten travere
- 2006: Lugter lidt af fisk
- 2007: Spræl-levende live... (CD/DVD)
- 2009: Den torsk der holder munden lukket – bliver ikke fanget
- 2010: De lyse stemmers orkester (CD/DVD)
- 2011: Still going strong
- 2013: Ikke tilsat søhest
- 2015: Uimodståelig[3]

### Singles
- 2001: V. L. T. J. (DK: Gold)[4]